# Frasertown
Frasertown – miejscowość w Nowej Zelandii, na Wyspie Północnej, w regionie Hawke’s Bay.